# Ampallang
Ein Ampallang ist ein Piercing, das horizontal durch die Eichel gestochen wird. Der Ampallang ist eng verwandt mit dem Apadravya, ein ähnliches Piercing, das vertikal durch die Eichel verläuft.

## Durchführung
Der Ampallang verläuft horizontal durch die Eichel des Penis. Er kreuzt dabei die Harnröhre oder verläuft knapp über ihr. Bei der Version, die durch die Harnröhre verläuft, entstehen zwei kürzere Stichkanäle, die schneller ausheilen als ein längerer.
Geschlechtsverkehr ist nach zwei Wochen möglich. Durch den Gebrauch von Kondomen wird die Gefahr der Entzündung durch Geschlechtsverkehr verhindert. Vorsichtige Selbstbefriedigung ist dagegen schon nach wenigen Tagen fast schmerzfrei möglich.
In der Vorbereitung des Ampallang-Piercings ist es empfehlenswert, den Voll-Durchmesser der erigierten Eichel (von der jeweiligen Eintritts- zur Austritts-Stelle des Ampallangs) abzumessen. 

## Geschichte

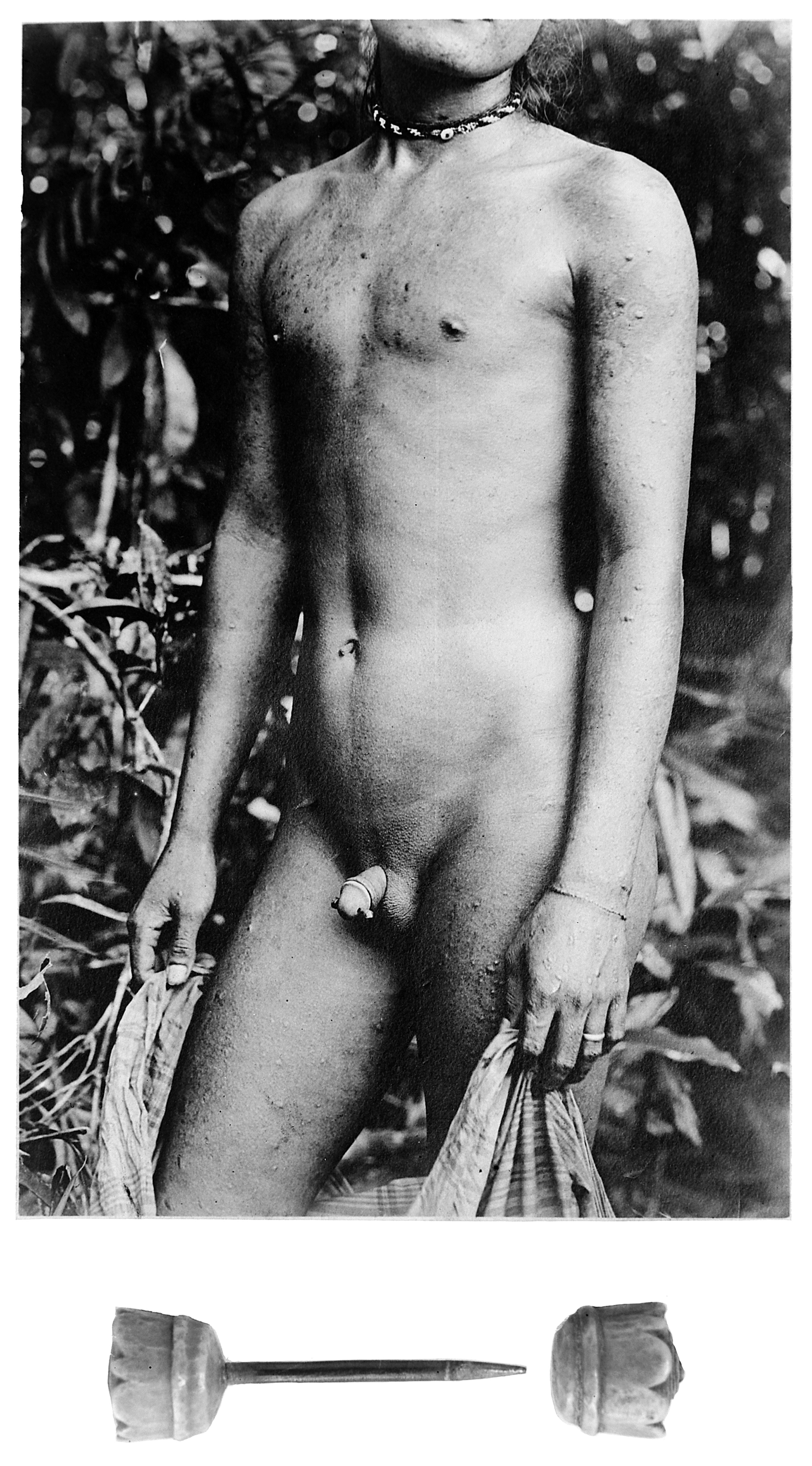
Kenyah-Dajak mit Ampallang, Borneo, zirka 1920

Ampallang und Apadravya gehen aus einem Piercing hervor, historisch gesehen wurde in ihrer Bezeichnung nicht unterschieden. Erst im 20. Jahrhundert etablierten sich die Begriffe für die horizontale bzw. vertikale Variante. Eine genauere Abhandlung über die Geschichte des Piercings findet sich unter Geschichte des Apadravya.

## Variationen
Die kreuzweise Kombination von einem Ampallang mit einem Apadravya wird als Magic Cross bezeichnet. Gelegentlich wird auch ein Schaft-Ampallang durchgeführt, der in der Regel unmittelbar unterhalb der Eichel durch den Penisschaft gesetzt wird. Die vollständige Heildauer beträgt ca. drei bis sechs Monate.